# Dorfkirche Lössen

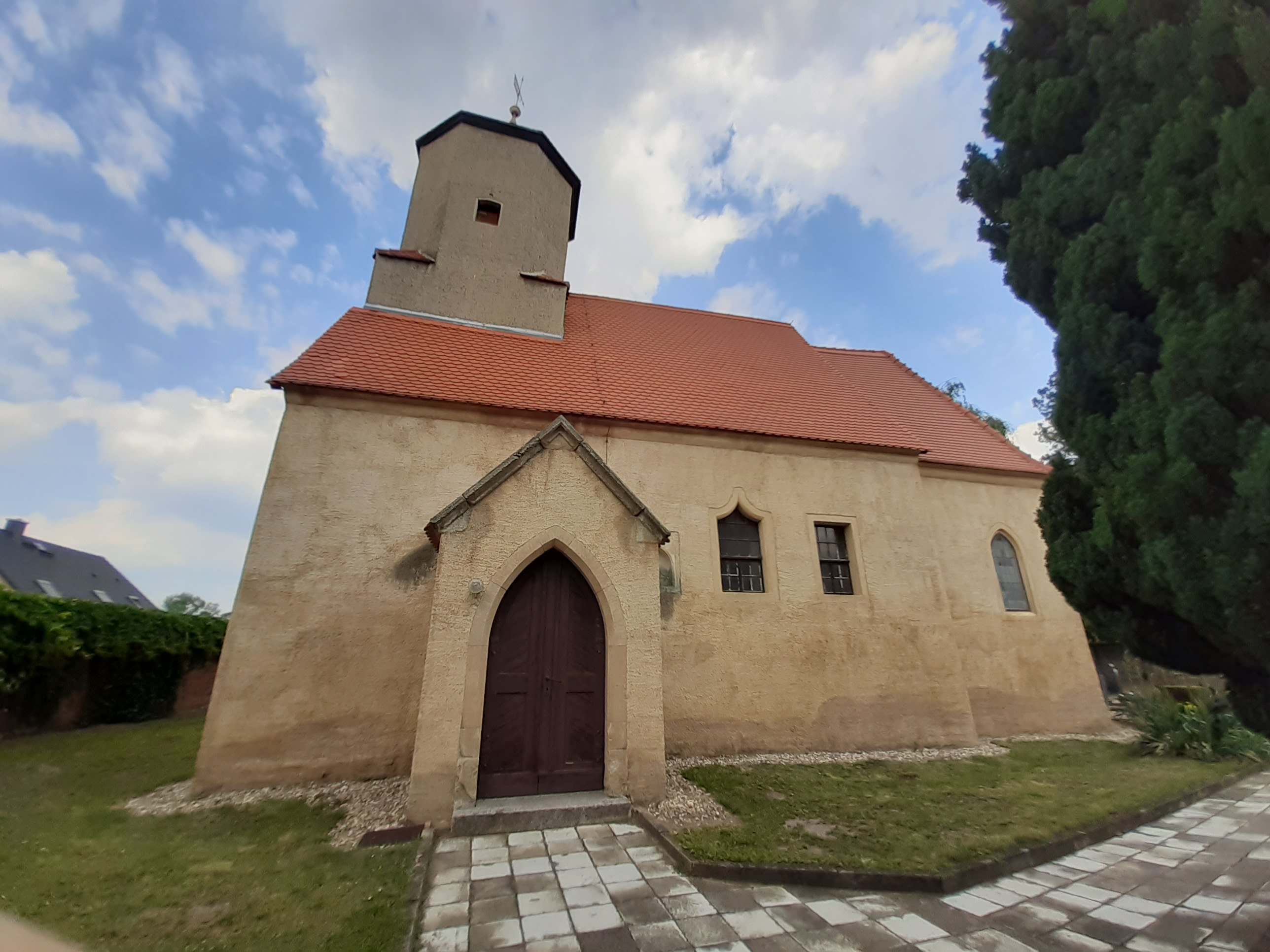
Kirche Lössen, von Süden

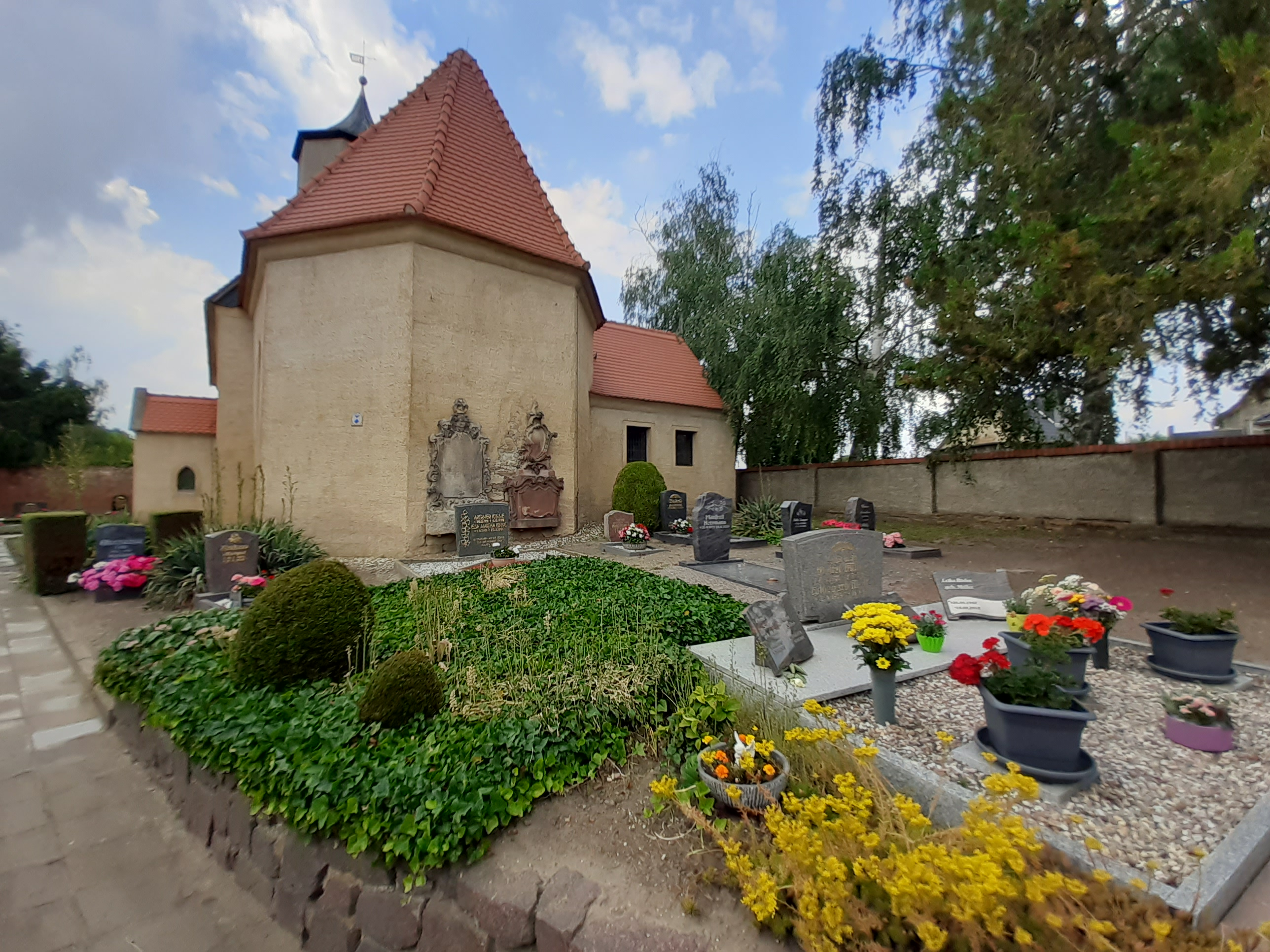
Kirche Lössen, von Osten mit Kirchhof

Die Dorfkirche Lössen ist eine denkmalgeschützte evangelische Kirche im ehemals selbständigen Dorf Lössen, das neben Löpitz und Tragarth seit 1950 zum heutigen Ortsteil Luppenau der Gemeinde Schkopau in Sachsen-Anhalt gehört. Im örtlichen Denkmalverzeichnis ist sie unter der Erfassungsnummer 094 20519  als Baudenkmal verzeichnet. Sie gehört zum  Pfarrbereich Wallendorf im Kirchenkreis Merseburg der Evangelischen Kirche in Mitteldeutschland.

## Geschichte
Die im Kern aus romanischer Zeit stammende Kirche wurde im 16. Jahrhundert umgebaut, wodurch sie ihre heutige spätgotische Form erhielt. 
Nachdem sie im Zweiten Weltkrieg Schäden erlitten hatte, ist sie in den Jahren 1954/1955 wieder hergestellt worden. Der schief stehende und einsturzgefährdete Turm konnte im Jahr 1986 gerettet werden. 
2006 ist das Dachtragewerk saniert und das Dach erneuert worden. Bei Sanierungsarbeiten im Jahr 2012 wurden spätgotische Wandmalereien entdeckt, die vermuten lassen, dass die Kirche  in der Zeit der Renaissance vollständig ausgemalt war.

## Architektur und Ausstattung

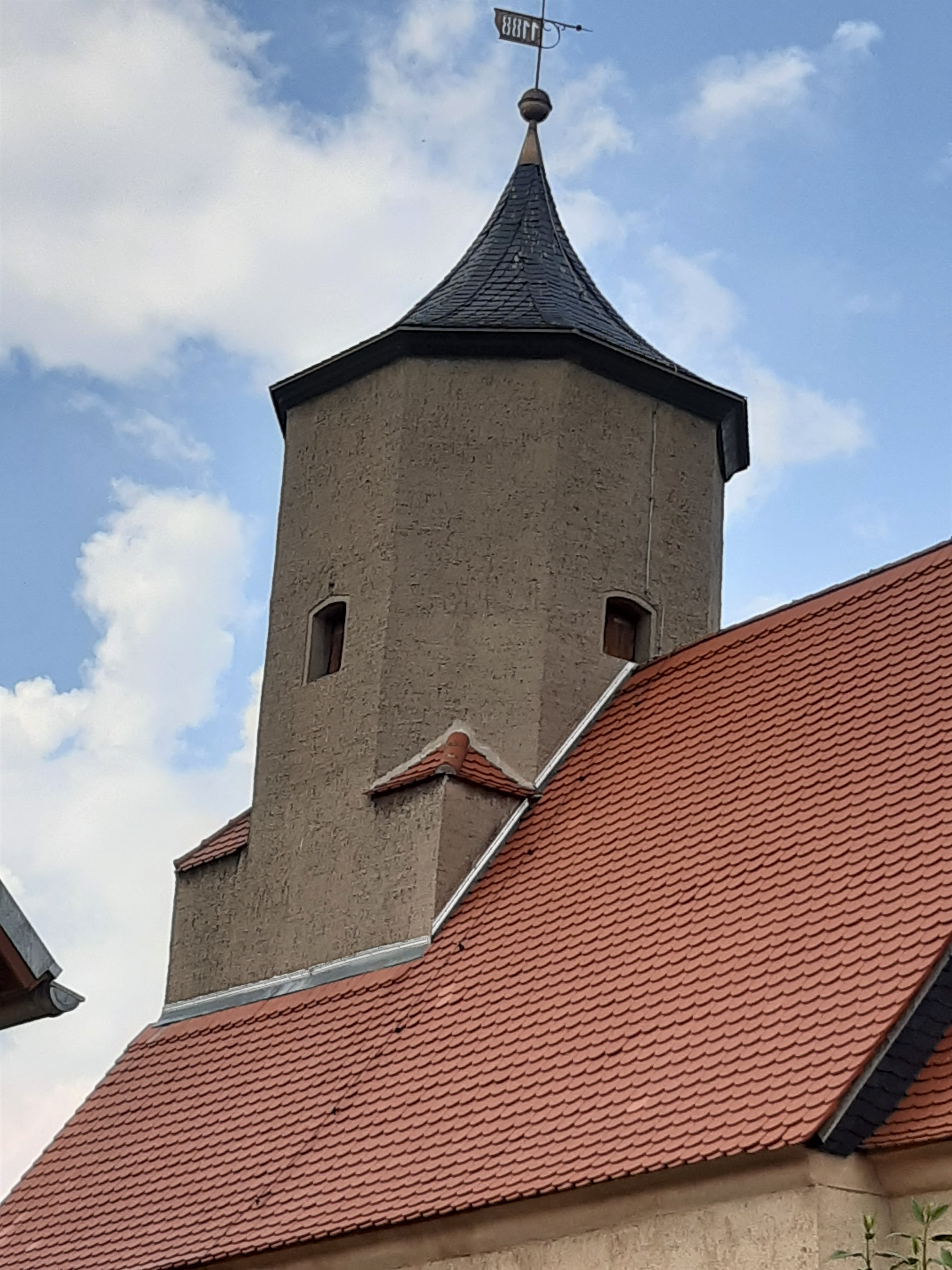
Turm der Lössener Kirche

Die spätgotische Dorfkirche stellt sich als Saalkirche mit dreiseitig geschlossenem Chor dar. Über dem Westteil des Kirchenschiffs befindet sich ein aus dem Quadrat ins Oktogon übergeführter Turm mit einem niedrigen konkav geformten Spitzhelm. Auf der Südseite befinden sich ein Vorhangbogenfenster, eine Stabwerknische und ein Stabwerkportal aus der Spätgotik. 
Im Inneren ist sie mit einer flachen Balkendecke ausgestattet. Der Schnitzaltar stammt aus dem späten 15. Jahrhundert. Im Schrein befindet sich Maria mit dem Kind, flankiert von der Hl. Barbara sowie einer weiteren Heiligen; in den Flügeln sind die Heiligen Maria Magdalena und Nikolaus dargestellt. 
Das Gestühl und die Empore stammen aus barocker Zeit. Ein Epitaph für den Besitzer des Rittergutes Lössen, Christoph Wilhelm von Werder, gestorben 1695, mit einem Ovalbildnis und umgeben mit geschnitzten Wappen, befindet sich ebenfalls in der Kirche. Eine im Altarraum ausgestellte Glocke stammt aus dem Schloss Tragarth.
Ein kleines Gemälde der Kreuzigung von Georg Lemberger, datiert auf 1522 und eines der wenigen erhaltenen Hauptwerke Lembergers, wurde in den 1970er Jahren gestohlen. 
Im Außenbereich an der Ostwand befinden sich zwei barocke Grabsteine mit Inschriften für Magdalena von Werder (gestorben 1675) und Christoph Wilhelm von Werder.